# Церковь Полного Евангелия Ёыйдо
Церковь Полного Евангелия Ёыйдо (кор. 여의도 순복음교회?, 汝矣島純福音敎會?, англ. Yoido Full Gospel Church) — протестантская пятидесятническая церковь в Южной Корее. Объединяет свыше миллиона прихожан в 587 церквях. Базовую церковь в Сеуле посещают 830 тыс. прихожан, что делает её крупнейшим христианским приходом в мире.
Церковь входит во Всемирное братство Ассамблей Бога.
В названии церкви присутствует название острова Ёыйдо в Сеуле, на реке Ханган, на котором расположен центральный храм движения. Одна из форм транскрипции названия, используемая в некоторых русскоязычных материалах самой организацией — Церковь Полного Евангелия на Ёыдо.

## История
Считается, что первым пятидесятническим миссионером в Корее была мисс Мэри Рамси, прибывшая в страну в 1928 году. Служения корейских пятидесятников сопровождались массовыми случаями исцелений, одним из которых было исцеление от туберкулёза молодого буддиста Ёнги Чо. После исцеления Ёнги Чо обратился в христианство и провёл два года в Теологической Семинарии в Сеуле, а в 1958 году начал собственную церковь.
Первое богослужение будущей мегацеркви, которое состоялось 18 мая 1958 года в доме у Ёнги Чо, посетили лишь сам Ёнги Чо, его будущая тёща Чхве Джасиль (позже прозванная «мама-Аллилуйя»), три её ребёнка и женщина, искавшая укрытия от дождя. Уже в следующем году богослужения стали проводить в палатке на улице. В 1961 году церковь имела уже 1 тыс. членов. Не успевая справляться с пасторскими обязанностями растущей церкви, Ёнги Чо вводит «ячеечную систему». Все прихожане были разделены на маленькие домашние группы, встречающиеся по будням для молитвенного собрания. Когда число членов церкви превысило 10 тыс., Ёнги Чо приступил к постройке церковного здания. Местом будущего храма был выбран остров Ёыйдо на реке Ханган. В августе 1973 года постройка здания, вмещающего 18 тыс. человек, была завершена. На его открытии присутствовали делегаты 10-й Всемирной пятидесятнической конференции, проходившей тогда в Сеуле.
Однако уже вскоре здание не смогло вместить всех желающих. К 1979 году число прихожан церкви превысило 100 тыс. человек. С конца 1970-х годов церковь выходит за пределы Сеула, открывая филиалы по всей Корее. Восьмидесятые годы — время взрывного роста церкви. В 1981 году «Los Angeles Times» назвала церковь крупнейшей в мире. В том же году старший пастор церкви Ёнги Чо выступил в США на праздновании, по случаю вступления в должность президента Рональда Рейгана. К 1985 году церковь объединяла полмиллиона человек, а к 1992 году достигла числа 700 тыс. верующих. К маю 1986 года основное церковное здание на острове Ёыйдо было перестроено так, чтобы его вместительная способность достигла 25 тыс. посадочных мест.
3 октября 1994 года церковь провела под открытым небом Мировое молитвенное собрание, которое посетило 3 млн человек.
С конца 1990-х, через спутниковое телевидение и интернет богослужения Церкви Полного Евангелия Ёыйдо, переводимые на 16 языков, транслируются на весь мир. Каждое из 7 воскресных богослужений в центральном храме посещают 30 тыс. прихожан. Помимо центральной церкви, в Сеуле действуют ещё 24 спутниковые церкви. Вся Церковь Полного Евангелия Ёыйдо разделена более чем на 30 тыс. домашних церквей-ячеек.
С 2009 года старшим пастором церкви является Ли Ён Хун.

### Рост числа верующих по годам
| Год  | Число верующих |
| ---- | -------------- |
| 1961 | 1 000          |
| 1970 | 10 000         |
| 1977 | 50 000         |
| 1979 | 100 000        |
| 1981 | 200 000        |
| 1985 | 500 000        |
| 1992 | 700 000        |
| 2003 | 780 000        |
| 2007 | 830 000        |

## Служение церкви
В 1973 году была создана Молитвенная гора. Объект, расположенный в Пхаджу состоит из 10 тыс. крошечных кабин, предназначенных для поста и молитвы. Ежегодно Молитвенную гору посещают более миллиона верующих. В 1976 году при церкви был создан Институт роста церкви, целью которого является распространение правил роста церквей.
В 1988 году при церкви был построен благотворительный городок «Елим», ставший крупнейшим благотворительным центром в Азии. Городок открыт для детей-сирот, малоимущих и бездомных.
Церкви принадлежит общеобразовательный Университет Хансей, Христианский университет «Вифезда», Международный теологический Институт и ряд библейских школ.

## Теология церкви
Вероучение церкви основано на «семи духовных принципах Полного Евангелия»:
- Вера в то, что кровь Христа, пролитая на Голгофе, обеспечивает вечное спасение
- Вера в дары Духа Святого
- Вера в необходимость проповеди Евангелия всему миру
- Вера в благость Бога, который обещает благословение верующим
- Вера во Христа, который избавляет от болезней
- Вера во второе пришествие Христа
- Вера в «обмен» . Благодаря жертве Иисуса все дети Божьи получили доступ в великому обмену. Проклятие на благословение, болезнь на здоровье, страх на мир.